# Calea Regală din Cracovia

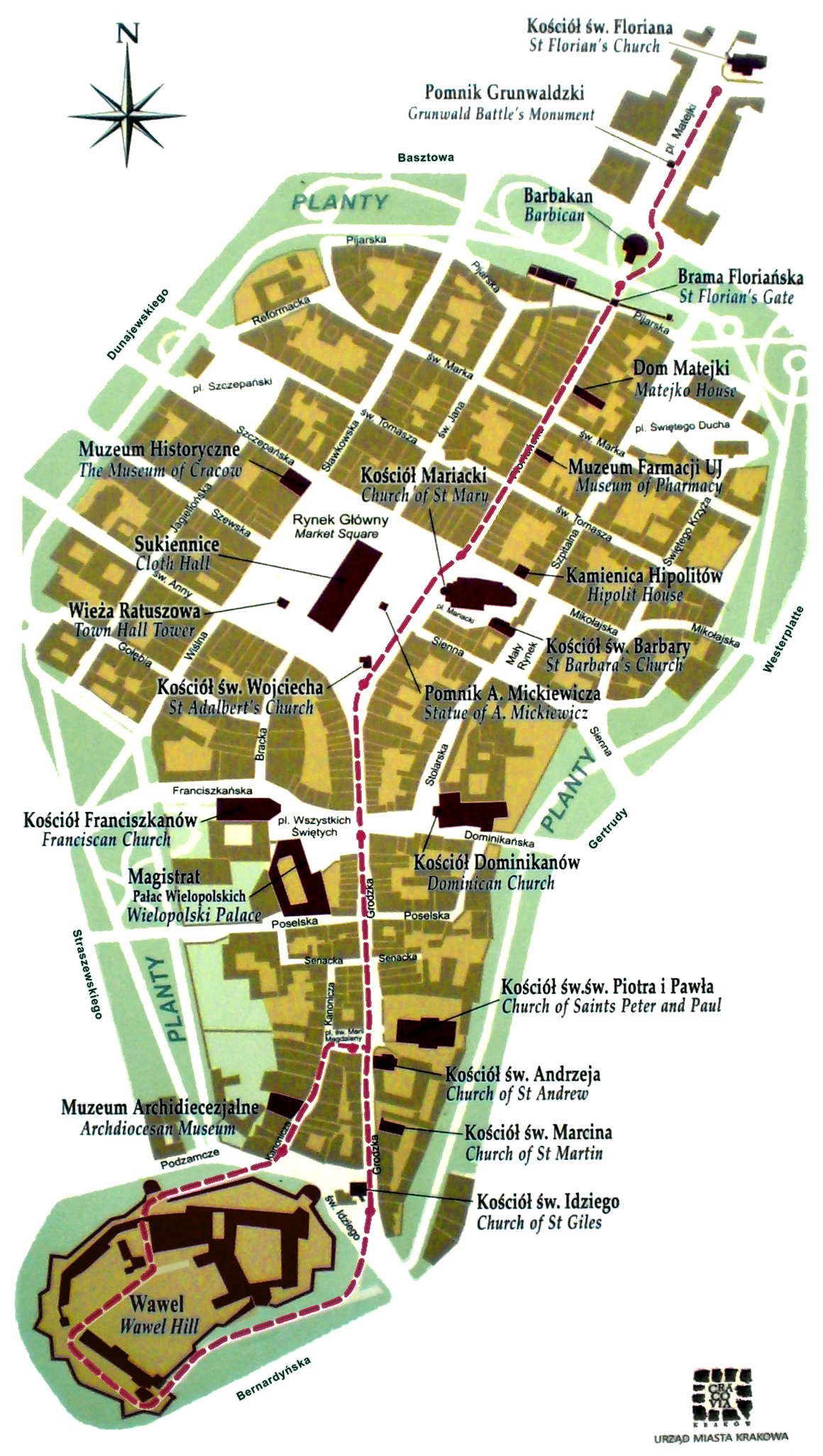
Harta Oraşului vechi cu Calea Regală marcată

Calea Regală din Cracovia sau Drumul Regal (în poloneză Droga Królewska), Polonia începe la capătul de nord al orașului vechi medieval și continuă spre sud de centrul orașului spre Dealul Wawel, unde se află vechea reședință regală, Castelul Wawel. 
Drumul Regal trece prin unele dintre cele mai importante repere istorice ale capitalei regale a Poloniei, oferind un fundal adecvat pentru procesiuni și parade de încoronare, recepții ale regilor și prinților, diplomaților străini și oaspeților distinși care călătoreau din țări îndepărtate spre destinația lor, la Castelul Wawel.
Drumul Regal începe dincolo de flancul nordic al zidurilor orașului vechi, în suburbia medievală Kleparz, acum un cartier central din Cracovia. El începe de la Biserica Sfântul Florian (Kościół św. Floriana), care deține relicve ale Sfântului Florian - sfântul patron al Poloniei - salvate în mod minunat de mai multe ori în secolele XII, XVI și VII. Biserica Sf. Florian era, de asemenea, punctul de plecare pentru procesiunile funerare regale, spre Catedrala Wawel.
Drumul Regal traversează Piața Matejko, trece pe la Academia de Arte Frumoase Jan Matejko (Akademia Sztuk Pięknych), pe partea dreaptă și traversează strada Basztowa - la Turnul de pază (Barbakan). Turnul de pază construit în 1499 în stil gotic, este unul din doar trei astfel de avanposturi fortificate care mai există  în Europa și, de asemenea, este cel mai bine conservat. Drumul trece vechile prin Poarta Florian sub un turn de apărare. Aceasta este intrarea veche în oraș și doar această poartă din cele opt porți ale orașului construite în Evul Mediu, nu au fost demolate în timpul modernizării din secolul al XIX-lea în Cracovia. În interiorul Orașului Vechi (Stare Miasto), drumul continuă de-a lungul străzii Floriańska și intră în Piața principală (Rynek Glowny), cea mai mare piață medievală din Europa. Pe partea stângă, în colțul de nord-est este Bazilica Sf. Maria, care are cel mai vechi și mai mare iconostas gotic din lume.
În centrul Pieței, înconjurat de case dispuse în șir (kamienice) și reședințe nobiliare, se află Sukiennice, (Hala postăvarilor) construit în stil renascentist, flancat de Turnul Primăriei (Wieża Ratuszowa).

## Puncte de reper
Calea Regală - traseu turistic prin partea istorică a orașului Cracovia. Calea Regală trece prin toată partea Orașului Vechi (Stare Miasto) de la nord la sud. Plecând de la Piața Matejko (Plac Jana Matejki), trece prin Piața Centrală (Rynek Główny) spre Castelul Regal (Wawel).
- Piața Matejko (Plac Jana Matejki)
- Barbican (poloneză, Barbakan)
- City Walls, Poarta lui Florian (Mury obronne, Brama Floriańska)
- Strada Florianska (Ulica Floriańska)
- Piața Centrală (Rynek Glowny)
- Biserica Sf. Maria (Kościół Mariacki)
- Piața Mariatskaya (Plac Mariacki)
- Sala de Hârtie (Sukennice)
- Monumentul lui Adam Mickiewicz (Pomnik Adama Mickiewicza)
- Biserica catolică Sf. Wojciech (Kościół w. Wojciecha)
- Biserica Catolică a Sfintei Treimi (Dominicani) (Kościół Świętej Trójcy)
- Piața Tuturor Sfinților (Plac Wszystkich Świętych)
- Palatul Velopolului, reședința principală a administrației orașului (Pałac wielopolskich)
- Biserica franciscanilor (Kościół św. Franciszka z Asyżu)
- Biserica catolică Sf. Petru și Pavel (Apostołów Piotra i Pawła)
- Biserica catolică Sf. Andrei (Kościół w. Andrzeja)
- Castelul Regal (Wawel)

## Tur foto
| Calea Regală de la Kleparz spre strada Floriańska (de la stânga spre dreapta) |                |                |                   |
| Biserica Sf. Florian                                                          | Turnul de pază | Poarta Florian | Strada Floriańska |

| Calea Regală (în continuare), din Piața Centrală spre strada Grodzka (de la stânga la dreapta) |                                                                      |                       |                                         |                     |
| Bazilica Sf. Maria                                                                             | Piața Centrală (2005 în timpul celebrării Papei Ioan Paul al II-lea) | Biserica Sf. Adalbert | Franciscani, în Piața Tuturor Sfinților | Palatul Wielopolski |

| Calea Regală, de-a lungul străzii Grodzka spre Wawel (de la stânga la dreapta) |                     |                                |                          |
| Biserica Sf. Petru și Pavel                                                    | Biserica Sf. Andrei | Castelul Wawel pe dealul Wawel | Catedrala Wawel la Wawel |